# Apoheterolocha quadraria
Apoheterolocha quadraria är en fjärilsart som beskrevs av John Henry Leech 1897. Apoheterolocha quadraria ingår i släktet Apoheterolocha och familjen mätare. Inga underarter finns listade i Catalogue of Life.